# Pártos István (hegedűművész)
Pártos István (külföldön Stefan/Stephan Pártos) (Budapest, 1903. március 1. – Amszterdam, 1920. február 4.) hegedűművész.
Korai halála legnagyobb reménységétől fosztotta meg a magyar zeneművészetet. „Neki kellett volna Joachimot pótolni!” – kiáltott fel Kodály Zoltán a tragédiáról értesülve.

## Élete

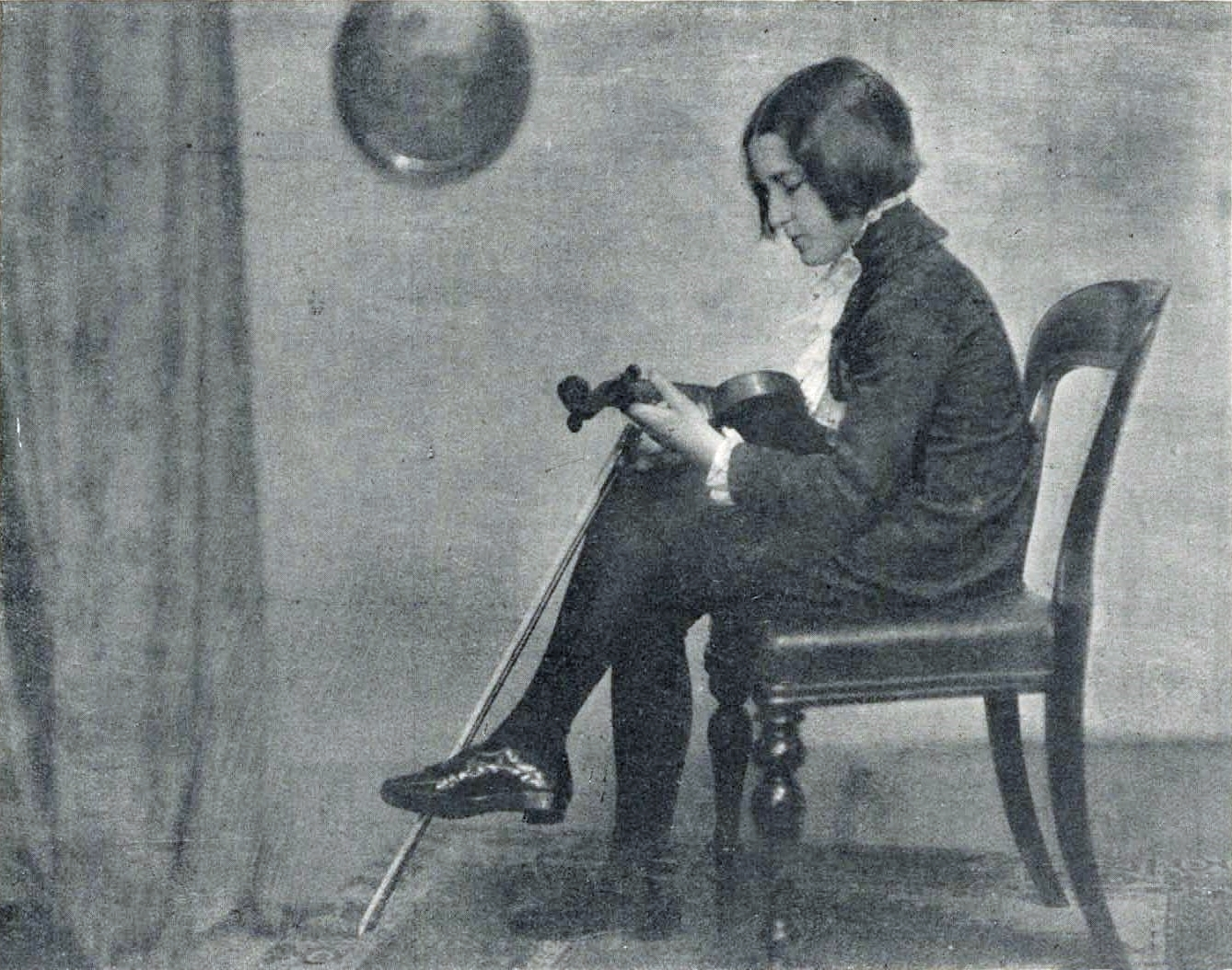
Székely Aladár felvétele 1916-ból

Már kétéves korában játszadozott hegedűvel. Alig múlt ötéves, amikor a Fodor Zeneiskola növendéke lett, két év múlva, 1910 őszén vették fel a Zeneakadémia előkészítő osztályába, 1913-tól rendes hallgatóként Bloch Józsefnél (hegedű) és Kodály Zoltánnál (szolfézs, összhangzattan) tanult. Az utolsó két évet már Hubay Jenő művészképzőjében végezte. Az akadémia tandíjmentességgel, az utolsó három évben Hubay Jenő-, ill. Vecsey Ferenc-jutalomdíjjal támogatta. Első nyilvános hangversenyén, 1916. március 17-én, alig két héttel 13. születésnapja után már teljesen érett művészként játszotta Beethoven hegedűversenyét a hadirokkantak javára. Utolsó vizsgakoncertjén 1917. május 18-án Viotti–Bach–Paganini-műsort játszott.
Korán özveggyé vált édesanyja varrónőként tartotta el. Több arisztokrata és mágnás támogatta tanulmányait, akik közül a legjelentősebb Kovács Géza bankár zenekedvelő felesége, „Józsa néni” volt, aki egyszerre három csodagyermeket segített a pályán: Pártos mellett Nyíregyházi Ervint és Bokor Judit gordonkaművészt. Nemcsak mecénásuk volt, de muzsikus ismerőseivel egyénileg is képeztette őket, szalonjában szereplési lehetőséget nyújtott a triónak. Pártos és Nyíregyházi is teljesen kialakult zenei értékrenddel rendelkezett, idős zenészekkel szemben is érvelni tudtak álláspontjuk mellett, s mindketten koruknál jóval felnőttesebben gondolkoztak. Pártos már tízes évei elején filozófusokat olvasott, érdeklődött minden tudományos újdonság iránt.
Külföldi karrierje már növendékkorában beindult. Bécsben, Berlinben, majd Arthur Nikisch meghívására Lipcsében lépett fel. 1918 januárjában Stockholmban koncertezett nagy sikerrel. Az első világháború befejeződése után édesanyjával Hollandiába költözött. Gyorsan kialakult helyi rajongótábora. Fellépett a Concertgebouw-ban, Haarlemben. Amszterdamból végigturnézta Észak-Európát. Willem Pijper zeneszerző, kritikus már 1919 elején egy cikkében aggódott a még serdülőfélben lévő gyermek zsúfolt koncertprogramja miatt. 1920 elején az egész világon tomboló spanyolnáthajárvány áldozata lett a mindössze tizenhat éves művész.
Halála nemcsak Magyarországot, de az egész kontinenst megrázta. Nekrológok tömege jelent meg bel- és külföldön. Édesanyja sohasem heverte ki halálát. Fia Amszterdamból hazahozott urnáját a holland rajongók által adományozott katafalkon őrizte lakásában.
1923-ban egy (kínosan sikerült) hangversenyt rendeztek a Zeneakadémián a Pártos István Alapítvány javára.
1927-ben Jo (Johanna Maria Hendrika) Daemen (1891–1941) holland grafikusművésznő De heilige vlam. Het sprookje van Stefan Pártos (’A szent láng. Pártos István meséje’) címmel saját kései art nouveau stílusú illusztrációval egy Pártos életét allegorikusan elbeszélő kötetet jelentetett meg Rotterdamban. Az előszót a Nyíregyházival is foglalkozó Révész Géza írta. Daemen ismerhette, hallhatta Pártost, mert 1919-ben ex librist tervezett neki.
Pártos István hegedűjátékát leggyakrabban a „költői” szóval jellemezték. Az őt tanító Molnár Antal szefárd vonásokat vélt felfedezni arcán. Leírása szerint a fiú mindig kínosan ügyelt megjelenésére, ruházatára, a tisztaságra.